# Список канадских телевизионных каналов
В Канаде без каких-либо модификаций принята система телевизионных аналоговых и наземных цифровых трансляционных сигналов, которые были разработаны NTSC и ATSC, соответственно. Между тем, теперь для телевидения используется лишь несколько локальных диапазонов, сигналы которых ловятся непосредственно потребителями (телевидение DTH), в том числе Anik из-за концептуального расхождения ответчиков ряда спутников.

## Национальные телевизионные сети
- CBC Television (Canadian Broadcasting Corporation — обычно называемая «Си-би-си»). Национальная государственная сеть в собственности федерального правительства, программы которой передаются по-английски, а также на коренных языках в территориях и северных областях Квебека и Лабрадора.
- CTV Television Network (Canadian Television — обычно называемая «Си-ти-ви»), изначально CTN (Canadian Television Network). Национальная частная сеть (кроме Ньюфаундленда и Лабрадора и всех трёх территорий), принадлежащая Bell Media и передающая только по-английски.
- Global Television Network (обычно называемая «Глобал»). Национальная частная сеть (кроме Ньюфаундленда и Лабрадора и всех трёх территорий), принадлежащая CanWest Global Communications Corp. и передающая только по-английски.
- Citytv, принадлежащая Rogers Communications, состоит из локальных станций, базирующихся в Торонто, Виннипеге, Калгари, Эдмонтоне и Ванкувере.
- CTV Two (в прошлом NewNet, затем A-Channel, затем A), принадлежащая Bell Media,— сеть из местных станций, базирующихся в Онтарио, Британской Колумбии и Приморских провинциях. В 2004 товарный знак A-Channel был куплен у Craig Media, а до этого использовался для станций на рынках Калгари, Эдмонтона и Виннипега, которые теперь именуются CityTV.
- Aboriginal Peoples Television Network (APTN) передаёт программы, сосредоточивающиеся и делающие упор на коренных народах. Программы передаются на нескольких языках.
- Télévision de Radio-Canada (Société Radio-Canada — обычно называемая «Эс-эр-сэ» или «Радио-Канада»). Национальная государственная сеть в собственности федерального правительства, программы которой полностью передаются по-французски.
- TVA (в прошлом Télé-Métropole), принадлежащая Quebecor Media Inc.,— сеть, базирующаяся в Квебеке, программы которой полностью передаются по-французски по всей Канаде по кабелю.
- V — сеть в Квебеке, принадлежащая Remstar Corporation. Программы полностью передаются по-французски.

## Региональные телевизионные сети
- CTV Atlantic (в прошлом ATV) — ограниченная сеть, принадлежащая национальной сети CTV и используемая ей, программы которой полностью передаются на станции на Острове Принца Эдуарда, в Нью-Брансуике и Новой Шотландии. Хотя эта ограниченная сеть, как и CTV Northern Ontario, отделена от главной сети CTV, она не является самостоятельной, в отличие, например, от A.
- CTV Northern Ontario — ограниченная сеть, принадлежащая национальной сети CTV и используемая ей, деятельность которой существенно не отличается от деятельности CTV Atlantic (ATV), но работает она лишь на севере Онтарио.

### Телевизионные сети, ушедшие в прошлое
- Baton Broadcasting System (BBS) — сеть, принадлежавшая Baton Broadcasting, базировавшаяся в Онтарио и Саскачеване.
- E!, принадлежавшая CanWest Global Communications Corp.,— сеть, включавшая группу из пяти телевизионных станций, размещавшихся на рынках Гамильтона, Монреаля, Виктории, Келоуны и Ред-Дира, не считая частного партнёра в районе Камлупса.

## Региональные телевизионные станции

### Договорные региональные телевизионные станции
- Canal Savoir (CFTU) — частная станция, передающая просветительные программы в Монреале и по всему Квебеку и Канаде.
- NTV (CJON) — частная телевизионная станция, базирующаяся в Ньюфаундленде и Лабрадоре.
- SUN TV (CKXT) — недавно открытая телевизионная станция в Торонто. Принадлежит сети TVA и Sun Media.
- CHCH, базирующаяся в Гамильтоне, принадлежит Channel Zero.
- CFJC (Камлупс), CKPG (Принс-Джордж) et CHAT (Медисин-Хэт) — принадлежат Jim Pattison Group.
- CHEK, базирующаяся в Виктории, принадлежит CHEK Media Group.

### Многокультурные региональные телевизионные станции
- CJNT — многокультурная станция, передающая на нескольких языках, базирующаяся в Монреале и принадлежащая Channel Zero.
- OMNI Television — ряд многокультурных телевизионных станций, базирующихся в Торонто (OMNI.1 и OMNI.2), Альберте (CJCO Calgary/CJEO Edmonton) и Ванкувере (CHNM) и принадлежащих Rogers Communications.
  - OMNI.1 (CFMT) передаёт европейские, латиноамериканские и карибские программы.
  - OMNI.2 (CJMT) передаёт южно-азиатские, восточные и африканские программы.

### Религиозные региональные телевизионные станции
- CTS — Crossroads Television System — станция христианских программ, базирующаяся в Онтарио (CITS Hamilton) и Альберте (CKCS Calgary/CKES Edmonton).
- Joy TV — две религиозных телевизионных станции, принадлежащие Zoomer Media и базирующиеся в Британской Колумбии и Манитобе.
  - Joy TV 10 (CHNU), в прошлом известная под названием «NOWTV»,— станция христианских программ в районе Ванкувера.
  - Joy TV 11 (CIIT) — станция христианских программ в Виннипеге.
- The Miracle Channel (CJIL) — станция христианских программ, базирующаяся в Альберте.

## Провинциальные просветительные телевизионные станции

### Английские
- Access — станция, базирующаяся в Альберте и принадлежащая CTVglobemedia. Доступна по всей провинции по волнам (CJAL Edmonton / CIAN Calgary) и по кабелю.
- Knowledge Network — станция, базирующаяся в Британской Колумбии и используемая провинциальным правительством. Доступна по всей провинции по волнам и по кабелю.
- Saskatchewan Communications Network (SCN) — станция, базирующаяся в Саскачеване и используемая Bluepoint Investment Corporation. Недоступна по волнам, только по кабелю.
- TVOntario (TVO) — станция, базирующаяся в Онтарио и используемая провинциальным правительством. Доступна по всей провинции по волнам (CICA Toronto и другие передатчики) и по кабелю.

### Французские
- Télé-Québec — станция, базирующаяся в Квебеке и используемая провинциальным правительством. Доступна по всей провинции по волнам (17 передатчиков, в том числе CIVM Montréal) и по кабелю.
- TFO — станция, базирующаяся в Онтарио и используемая провинциальным правительством. Доступна по всей провинции по волнам (CHLF Hawkesbury, Sudbery и др.) и по кабелю.

## Телевизионные станции, ушедшие в прошлое
- CFVO (Холл), принадлежавшая Coopérative de télévision de l’Outaouais (сентябрь 1974 — апрель 1977)
- CHCA (Ред-Дир), принадлежавшая Canwest Global Communications (декабрь 1957 — сентябрь 2009)
- CKX (Брандон), принадлежавшая CTVglobemedia (январь 1955 — октябрь 2009)
- TVFQ 99, принадлежавшая Обществу редактирования и перекодирования T. E. (сентябрь 1979 — август 1988). Была доступна в Квебеке по кабелю, передавала на французском языке. Её заменила TV5 Québec Canada.

## Специальные телевизионные каналы

### Каналы на английском языке
- Business News Network (BNN)
- Viva
- Bravo! — канал об искусстве и развлечениях
- CBC News Network
- Canadian Forces Radio and Television (не доступен на национальном рынке)
- The Comedy Network
- Country Music Television (CMT)
- CablePulse 24 (CP24) — канал 24/7 местных новостей в районе Торонто.
- CPAC — канал Парламента Канады с одновременной трансляцией по-французски и по-английски
- CTV News Channel — канал, используемый CTV.
- Discovery Channel Canada
- E! — канал современных развлечений
- Family Channel
  - Playhouse Disney
- Food Network Canada
- HGTV
- History Television
- MTV Canada
- MuchMusic
- MuchMore
- OLN
- Rogers Sportsnet
- The Score — канал спортивных новостей
- Showcase — канал с разными интернациональными, обычными и религиозными программами.
- Slice
- Space : The Imagination Station — канал с научными, фантастическими и научно-фантастическими программами, принадлежащий CTVglobemedia.
- Teletoon — мультипликационный канал, версия Télétoon на английском языке
- Treehouse TV — канал для детей
- TSN
- TVtropolis, в прошлом Prime
- VisionTV — экуменический религиозный канал
- Viva
- W Network (women’s Channel)
- The Weather Network
- YTV

### Каналы на французском языке
- ARTV
- ARGENT
- Canal D
- Canal Vie
- CPAC
- Évasion
- Historia
- Le Canal Nouvelles (LCN)
- MétéoMédia
- MusiMax
- MusiquePlus
- Réseau de l'information (RDI)
- Réseau des sports (RDS)
- Séries+
- Télétoon
- TV5 Québec Canada
- VRAK.TV
- Ztélé

### Многокультурные каналы
- ATN Channel
- Fairchild Television
- OTN1
- Talentvision
- Telelatino

### Платные каналы на английском языке
- HBO Canada — канал, доступный по всей Канаде.
- Movie Central — канал, доступный только в западных областях Канады и в территориях и организованный в виде четырёх тематических каналов.
  - Movie Central
  - Movie Central 2
  - Movie Central 3
- Encore Avenue — канал, доступный только в западных областях Канады и в территориях
  - Encore Avenue
  - Encore Avenue 2
- The Movie Network — канал, доступный только в центральных и восточных областях Канады и организованный в виде 5 тематических каналов.
  - The Movie Network
  - MFest
  - MFun
  - MExcess
- Mpix — канал, доступный только в центральных и восточных областях Канады.
  - MorePix
- Setanta Sports
- Super Channel — канал, доступный по всей Канаде и организованный в виде 6 тематических каналов.
  - Super Channel
  - Super Channel 2
  - Super Channel 3
  - Super Channel 4
  - Super Channel HD
  - Super Channel HD 2
- Vanessa

### Платные каналы на французском языке
- Cinépop
- Super Écran
  - Super Écran 1
  - Super Écran 2
  - Super Écran 3
  - Super Écran 4

### Каналы по заказу на английском языке
- Shaw PPV
- Venus
- Viewers Choice
- VU!

### Каналы по заказу на французском языке
- Canal Indigo
- Shaw PPV
- Venus
- VU!

### Каналы покупок по заказу на английском языке (не имеющие патента)
- ShopTV Canada — канал покупок по заказу, доступный только в районе Большого Торонто (GTA)
- The Shopping Channel

### Канал покупок по заказу на французском языке (не имеющий патента)
- Télé-Achats

## Платные цифровые телевизионные каналы

### Каналы на английском языке
- Action
- Animal Planet Canada
- AOV Adult Movie Channel
- BBC Canada
- BBC Kids
- The Biography Channel
- BITE TV
- Bold
- BookTelevision
- bpm:tv
- Grace Television
- The Cave
- Comedy Gold
- CourtTV Canada
- Cosmopolitan TV
- DejaView
- Discovery Health Canada
- Discovery Science
- DIY Network Canada
- Documentary
- Dusk
- ESPN Classic
- FashionTelevisionChannel
- The Fight Network
- Fox Sports World Canada
- G4techTV Canada
- GameTV
- GolTV Canada
- Grace Television
- HARDtv
- HPItv (Horse Player Interactive Television)
  - HPItv Odds
  - HPItv Canada
  - HPItv International
  - HPItv West
- Hustler TV
- ichannel
- Investigation Discovery Canada
- IFC (Independent Film Channel)
- Leafs TV
- Maleflixxx Television
- Movieola
- MovieTime
- MTV2
- MuchMusic
  - MuchLOUD
  - MuchMoreRetro
  - MuchVibe
  - PunchMuch
- Mystery
- National Geographic Channel Canada
- NHL Network
- Nickelodeon Canada
- One: The Body, Mind & Spirit Channel
- OUTtv
- The Pet Network
- Raptors NBA TV
- Red Light District TV
- Salt + Light Television
- Showcase Action|Action
- Showcase Diva
- Silver Screen Classics
- Sundance Channel (Канада)
- Teletoon Retro
- travel + escape
- W Movies
- Wild TV
- World Fishing Network
- XXX Action Clips Channel

### Каналы на французском языке
- AddikTV
- ARGENT
- Avis De Recherche
- Casa, в прошлом Les idées de ma maison
- Playhouse Disney télé
- Prise 2
- RIS
- Télétoon Rétro
- Yoopa
- Zeste

### Многокультурные каналы
- Abu Dhabi TV Canada
- All TV
- ATN Aastha
- ATN Alpha ETC Punjabi
- ATN ARY Digital
- ATN B4U Movies
- ATN B4U Music
- ATN Bangla
- ATN Cricket Plus
- ATN Jaya TV
- ATN NDTV 24x7
- ATN Zee Cinema
- ATN Zee Gujarati
- CBN, Commonwealth Broadcasting Network
- Channel 5 Canada
- ERT World Canada, formally known as OTN2
- FPTV
- Iran TV Network Canada
- The Israeli Network Canada
- The Mabuhay Channel Canada
- NTV Canada
- Nuevo Mundo TV
- Persian Vision
- ProSiebenSat.1 Welt Canada
- RTVC
- RTVi Canada
- RTVi+ Canada
- SBTN Canada
- SKY TG 24 Canada
- SSTV
- Tamil TV
- Tamil Vision International (TVi)

### Музыкальные каналы
- Galaxie — каналы на французском и английском языках

### Каналы, ушедшие в прошлое
- C Channel (февраль 1983 — июнь 1983)
- The Ecology Channel
- Edge TV (сентябрь 2001 — июль 2003)
- HSTN
- Leonardo World Canada
- The Life Channel (октябрь 1985 — ноябрь 1986)
- MSNBC Canada
- WTSN (сентябрь 2001 — сентябрь 2003)
- Video Italia Canada
- CoolTV (сентябрь 2003 — июль 2008)
- X-Treme Sports (сентябрь 2001 — октябрь 2008)
- Discovery Kids Canada (сентябрь 2001 — ноябрь 2009)
- Fine Living Canada (сентябрь 2004 — октябрь 2009)